# Osero Tawatui
Tawatui (russisch Таватуй, wiss. Transliteration Tavatuj, Озеро Таватуй – Osero Tawatui) Тавату́й ist ein See im Stadtkreis Newjansk (Невьянский городской округ) in der Oblast Swerdlowsk in Russland. Der See liegt an der Ostflanke des Ural, etwa 50 km nordwestlich von Jekaterinburg. Er ist ein beliebtes Naherholungsziel für die Einwohner von Jekaterinburg. Am Ufer des Sees liegen die Dörfer Kalinowo (Калиново), Tawatui (Таватуй) und Priosjorny (Приозёрный), sowie viele Kinder-Sommerlager und Erholungszentren. Der See liegt auf einer Höhe von 263 m.

## Name
Man hat angenommen, dass der Name des Sees aus der Komi-Permischen Sprache stammt mit der Bedeutung „diese Wasserstraße“ (ta va tui). Es gibt eine etymologische Legende, wonach ein Führer vom Volk der Komi Russen zu dem See führte und sagte, sie müssten auf dem Wasserweg fahren. Der Lokalhistoriker W. A. Loschkin (В. А. Ложкин) glaubt, dass der Name vom tatarischen „Tau Tui“ (Feiertag der Berge) stammt, da der See auf allen Seiten von Bergen umgeben ist.

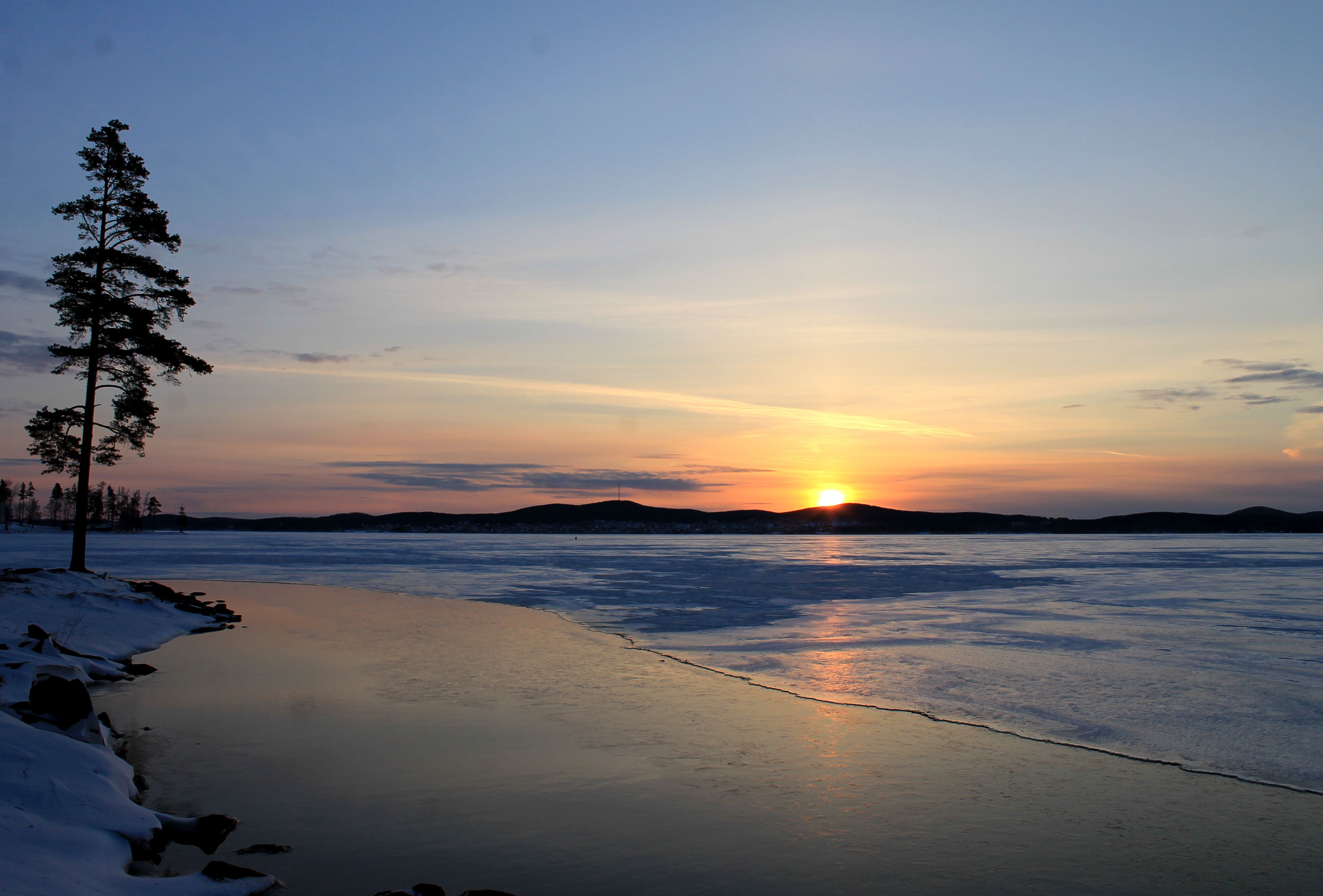
Tawatui von Kalinowo aus gesehen.

## Geographie
Der See gehört zum Einzugsgebiet des Flusses Neiwa und bildet mit den Werch-Neiwinski Prud-Seen (Верх-Нейвинский пруд) ein zusammenhängendes System. Ein Zufluss in den See befindet sich im Norden. Die Wasseroberfläche beträgt 21,2 km², die durchschnittliche Tiefe 5 m, die größte Tiefe 9 m. Das Volumen beträgt 119 Mio. Kubikmeter. Der See liegt auf einer Höhe von 259 m über dem Meeresspiegel und erstreckt sich von Nord nach Süd. Die Länge beträgt ca. 10 km, die Breite 3–3,5 km. Das Becken des Sees befindet sich im westlichen Teil des Werch-Issetski Granitny Massiw (Genitiv: Верх-Исетского гранитного массива) und hat seinen tektonischen Ursprung in einer vertikalen Bewegungen der Erdkruste. Das Becken hat sich nach der letzten Eiszeit mit Wasser gefüllt. Der See ist nicht viel älter als 10.000 Jahre.
Die Ufer des Sees sind ziemlich zerklüftet. Entlang der Küste gibt es viele Granitaufschlüsse (Медвежий камень), und das östliche Ufer steigt generell höher an als das westliche. Die Inseln am See steigen teilweise hoch auf (Makarjonok [Макарёнок], Golubew [Голубев]) oder sind eher flach (Splywen [Сплывень]).
Das Wasser im See ist klar, die Sichtweiten betragen ca. 4–5 m. Das Wasser ist ziemlich kalt und mit Sauerstoff gesättigt. Von November bis Mai bedeckt Eis den See.
Eine Besonderheit des Sees ist, dass die Wassertemperatur in Ufernähe immer niedriger ist als in der Mitte. Dies liegt daran, dass etwa 30 Flüsse und Bäche in den See fließen, die aus kalten Quellen stammen. Die größten von ihnen sind Bolschaja Schamanicha und Bolschaja Witilka. In der Nähe des Südwestufers beginnt der See zu verlanden.
Vor dem Bau des Staudamms an der Neiva Mitte des 18. Jahrhunderts war der See aufgeteilt in zwei Tawatui-Seen: Bolschoi Tawatui (Большой Таватуй) und Maly Tawatui (Малый Таватуй) im Südwesten.

## Naturschutz
Der See ist zusammen mit den angrenzenden Wäldern als Naturdenkmal von föderaler Bedeutung (федерального значения) eingetragen. Die Gesamtfläche des Denkmals beträgt 3900 ha.